# 南伊爾福德 (英國國會選區)

選區在大倫敦的位置

南伊爾福德（英語：Ilford South），英國國會一自治市選區，包括大倫敦東北部雷德布里奇區東南部的九個地方選區。
本區1945年設立至今，早年是保守黨和工黨競爭的選區。1992年至今的當區議員為工黨的邁克·加佩斯。他在2010年大選中以49.4%選票連任成功。